# Sarah McTernan
Sarah McTernan (Scariff, Condado de Clare, Irlanda, 11 de marzo de 1994) es una cantante y compositora irlandesa. Es conocida por haber logrado el tercer puesto en la cuarta edición de The Voice of Ireland en abril de 2015. Representó a Irlanda en el Festival de la Canción de Eurovisión 2019 con la canción "22".

## Primeros años
Tras finalizar sus estudios primarios en 2011, realizó un curso de enfermería en Ennis, Condado de Clare. Posteriormente, recibió estudios musicales en el Limerick Institute of Technology durante varios meses. Cuando finalizó sus estudios, comenzó a trabajar como vendedora en unos grandes almacenes. Toca la guitarra, el piano y la flauta irlandesa.

## The Voice of Ireland
McTernan participó en The Voice of Ireland en 2015. En las audiciones a ciegas, interpretó Who You Are, consiguiendo que los cuatro jueces giraran sus sillones.